# Nerophila gentianoides
Nerophila gentianoides är en tvåhjärtbladig växtart som beskrevs av Charles Victor Naudin. Nerophila gentianoides ingår i släktet Nerophila och familjen Melastomataceae. Inga underarter finns listade i Catalogue of Life.